# Robert Le Minihy de La Villehervé
Robert Le Minihy de La Villehervé (Ingouville, 15 novembre 1849 - Le Havre, 14 août 1919) est un journaliste, auteur dramatique, poète et écrivain français.

## Biographie
Journaliste à La Province au Havre de 1900 à 1912, poète parnassien, ses Œuvres complètes ont été publiées en douze volumes par la Société d'éditions littéraires et artistiques et Ollendorff de 1930 à 1935, ses Poésies réunies en trois tomes par Ollendorf de 1924 à 1926 et son Théâtre, édité, toujours par Ollendorff, en trois volumes de 1927 à 1929.
En 1892, il est candidat à l'Académie française.

## Hommages
Son buste en bronze sur un socle avec bas-relief de bronze par Raoul Verlet, peut être vue dans le square Saint-Roch au Havre. Il s'agit d'une copie de l'original de 1921.
Une rue du Havre porte son nom.
Georges Courteline lui dédie son roman Les Femmes d'amis.

## Œuvres
- Les Diamants de Ludovic, comédie-vaudeville en 1 acte, 1872
- L'Affiche, vaudeville en 1 acte, 1874
- Madame Angot à Constantinople, d'après Aude, opéra-bouffe en 3 actes, 1874
- Inondés, poème dit le 3 juillet 1875, au festival donné au bénéfice des inondés du Midi, Labottière, 1875
- La Sorcière, épisode dramatique, Leclerc, 1875
- Ballades galantes, avril-novembre 1874, Lepelletier, 1876
- Une vieille jeunesse, opérette en 1 acte, 1876
- Les Premières Poésies, 1870-1876, Partridge, 1876
- La Fin de la guerre, A. Bourdignon, 1878
- La Chanson des roses, eau-forte de Georges Sauvage, P. Ollendorff, 1882
- Pierrot magnétiseur, farce en 1 acte, en vers, avec Alexis Martin, illustré par George Sauvage et Albert Bertrand, 1882
- Louis Bouilhet, Lecerf, 1883
- Le Gars Perrier, P. Ollendorff, 1886
- La Princesse pâle, roman, avec Georges Millet, P. Ollendorff, 1889
- Les Armes fleuries, A. Lemerre, 1892
- Impressions de l'assassiné, P. Ollendorff, 1894
- L'Île enchantée, comédie en 1 acte, en vers, Stock, 1901
- La Comédie du juge, édition de La Province, 1903
- Six mélodies, musique de Henry Ghys, Société nouvelle d'éditions musicales, 1904
- Le Mystère de Saint Nicolas et des trois belles filles qu'il sauva du péché, édition de La Provence, 1904
- Tu nous souriais, chanson, musique de André Caplet, 1905
- Le Testament de l'illustre Brizacier, éditions de la Revue théâtrale, 1906
- La Rose de Saron, drame lyrique en 4 actes et 5 tableaux, 1910
- La Grève des écoliers, comédie en 1 acte, Lesot, 1911
- Petite ville, Maison du livre, 1914
- Maria-Magdalena, poème en 3 journées, Sansot, 1921